# Jonathan Woodgate
Jonathan Simon Woodgate (Middlesbrough, 22 gennaio 1980) è un allenatore di calcio ed ex calciatore inglese, di ruolo difensore, attuale vice allenatore del Middlesbrough.

## Carriera

### Club
Il 1º luglio 1998 passa alla prima squadra del Leeds, il 31 gennaio 2003 passa al Newcastle Utd, per 11,88 milioni di sterline. Il 20 agosto 2004 passa al Real Madrid, per 20 milioni di euro. Con il Real gioca poco causa di vari infortuni gravi. Esordisce nel 3-1 contro l’Athletic Bilbao e rimedia autogol ed espulsione per doppia ammonizione. Il 30 agosto 2006 passa in prestito al Middlesbrough, il 1º luglio dell'anno seguente lo riscatta per la cifra di 8,45 milioni di sterline.
Il 28 gennaio 2008 viene acquistato dal Tottenham per 9,5 milioni di sterline. L'8 luglio 2011 ha rescisso consensualmente con la dirigenza degli Spurs il proprio contratto.
L'11 luglio 2011 firma un contratto annuale con lo Stoke City. Il 6 luglio 2012 è tornato al Middlesbrough.

### Nazionale
Ha giocato nella nazionale inglese.

## Statistiche

### Presenze e reti nei club
| Stagione             | Squadra              | Campionato           | Campionato | Campionato | Coppe nazionali | Coppe nazionali | Coppe nazionali | Coppe continentali | Coppe continentali | Coppe continentali | Altre coppe | Altre coppe | Altre coppe | Totale | Totale |
| Stagione             | Squadra              | Comp                 | Pres       | Reti       | Comp            | Pres            | Reti            | Comp               | Pres               | Reti               | Comp        | Pres        | Reti        | Pres   | Reti   |
| -------------------- | -------------------- | -------------------- | ---------- | ---------- | --------------- | --------------- | --------------- | ------------------ | ------------------ | ------------------ | ----------- | ----------- | ----------- | ------ | ------ |
| 1998-1999            | Leeds Utd            | PL                   | 25         | 2          | FACup+CdL       | 5+2             | 0               | CU                 | 1                  | 0                  | -           | -           | -           | 33     | 2      |
| 1999-2000            | Leeds Utd            | PL                   | 34         | 1          | FACup+CdL       | 4+1             | 0               | CU                 | 10                 | 0                  | -           | -           | -           | 49     | 1      |
| 2000-2001            | Leeds Utd            | PL                   | 14         | 1          | FACup+CdL       | 1+1             | 0               | UCL                | 5                  | 0                  | -           | -           | -           | 21     | 1      |
| 2001-2002            | Leeds Utd            | PL                   | 13         | 0          | FACup+CdL       | 1+1             | 0               | CU                 | 0                  | 0                  | -           | -           | -           | 15     | 0      |
| 2002-gen. 2003       | Leeds Utd            | PL                   | 18         | 1          | FACup+CdL       | 1+1             | 0               | CU                 | 4                  | 0                  | -           | -           | -           | 24     | 1      |
| Totale Leeds         | Totale Leeds         | Totale Leeds         | 104        | 5          |                 | 18              | 0               |                    | 20                 | 0                  |             | -           | -           | 142    | 5      |
| gen.-giu. 2003       | Newcastle Utd        | PL                   | 10         | 0          | FACup+CdL       | 0               | 0               | UCL                | 0                  | 0                  | -           | -           | -           | 10     | 0      |
| 2003-2004            | Newcastle Utd        | PL                   | 18         | 0          | FACup+CdL       | 2+0             | 0               | UCL+CU             | 2+5                | 0                  | -           | -           | -           | 27     | 0      |
| Totale Newcastle     | Totale Newcastle     | Totale Newcastle     | 28         | 0          |                 | 2               | 0               |                    | 7                  | 0                  |             | -           | -           | 37     | 0      |
| 2004-2005            | Real Madrid          | PD                   | 0          | 0          | CR              | 0               | 0               | UCL                | 0                  | 0                  | -           | -           | -           | 0      | 0      |
| 2005-2006            | Real Madrid          | PD                   | 9          | 0          | CR              | 2               | 0               | UCL                | 3                  | 1                  | -           | -           | -           | 14     | 1      |
| Totale Real Madrid   | Totale Real Madrid   | Totale Real Madrid   | 9          | 0          |                 | 2               | 0               |                    | 3                  | 1                  |             | -           | -           | 14     | 1      |
| 2006-2007            | Middlesbrough        | PL                   | 30         | 0          | FACup+CdL       | 6+0             | 0               | -                  | -                  | -                  | -           | -           | -           | 36     | 0      |
| 2007-gen. 2008       | Middlesbrough        | PL                   | 16         | 0          | FACup+CdL       | 0               | 0               | -                  | -                  | -                  | -           | -           | -           | 16     | 0      |
| gen.-giu. 2008       | Tottenham            | PL                   | 12         | 1          | FACup+CdL       | 0+1             | 1               | CU                 | 4                  | 0                  | -           | -           | -           | 17     | 2      |
| 2008-2009            | Tottenham            | PL                   | 34         | 1          | FACup+CdL       | 1+4             | 0               | CU                 | 5                  | 0                  | -           | -           | -           | 44     | 1      |
| 2009-2010            | Tottenham            | PL                   | 3          | 0          | FACup+CdL       | 0               | 0               | -                  | -                  | -                  | -           | -           | -           | 3      | 0      |
| 2010-2011            | Tottenham            | PL                   | 0          | 0          | FACup+CdL       | 0               | 0               | UCL                | 1                  | 0                  | -           | -           | -           | 1      | 0      |
| Totale Tottenham     | Totale Tottenham     | Totale Tottenham     | 49         | 2          |                 | 6               | 1               |                    | 10                 | 0                  |             | -           | -           | 65     | 3      |
| 2011-2012            | Stoke City           | PL                   | 17         | 0          | FACup+CdL       | 1+1             | 0               | UEL                | 2                  | 0                  | -           | -           | -           | 21     | 0      |
| 2012-2013            | Middlesbrough        | FLC                  | 24         | 1          | FACup+CdL       | 0+1             | 0               | -                  | -                  | -                  | -           | -           | -           | 25     | 1      |
| 2013-2014            | Middlesbrough        | FLC                  | 25         | 0          | FACup+CdL       | 0               | 0               | -                  | -                  | -                  | -           | -           | -           | 25     | 0      |
| 2014-2015            | Middlesbrough        | FLC                  | 7+1        | 1          | FACup+CdL       | 0+1             | 0               | -                  | -                  | -                  | -           | -           | -           | 9      | 1      |
| 2015-2016            | Middlesbrough        | FLC                  | 0          | 0          | FACup+CdL       | 0+1             | 0               | -                  | -                  | -                  | -           | -           | -           | 1      | 0      |
| Totale Middlesbrough | Totale Middlesbrough | Totale Middlesbrough | 102+1      | 2          |                 | 9               | 0               |                    | -                  | -                  |             | -           | -           | 112    | 2      |
| Totale carriera      | Totale carriera      | Totale carriera      | 309+1      | 9          |                 | 39              | 1               |                    | 42                 | 1                  |             | -           | -           | 391    | 11     |

### Cronologia presenze e reti in nazionale
| Cronologia completa delle presenze e delle reti in nazionale ― Inghilterra | Cronologia completa delle presenze e delle reti in nazionale ― Inghilterra | Cronologia completa delle presenze e delle reti in nazionale ― Inghilterra | Cronologia completa delle presenze e delle reti in nazionale ― Inghilterra | Cronologia completa delle presenze e delle reti in nazionale ― Inghilterra | Cronologia completa delle presenze e delle reti in nazionale ― Inghilterra | Cronologia completa delle presenze e delle reti in nazionale ― Inghilterra | Cronologia completa delle presenze e delle reti in nazionale ― Inghilterra |
| Data                                                                       | Città                                                                      | In casa                                                                    | Risultato                                                                  | Ospiti                                                                     | Competizione                                                               | Reti                                                                       | Note                                                                       |
| -------------------------------------------------------------------------- | -------------------------------------------------------------------------- | -------------------------------------------------------------------------- | -------------------------------------------------------------------------- | -------------------------------------------------------------------------- | -------------------------------------------------------------------------- | -------------------------------------------------------------------------- | -------------------------------------------------------------------------- |
| 9-6-1999                                                                   | Sofia                                                                      | Bulgaria                                                                   | 1 – 1                                                                      | Inghilterra                                                                | Qual. Euro 2000                                                            | -                                                                          | 63’                                                                        |
| 7-9-2002                                                                   | Birmingham                                                                 | Inghilterra                                                                | 1 – 1                                                                      | Portogallo                                                                 | Amichevole                                                                 | -                                                                          | 46’                                                                        |
| 12-10-2002                                                                 | Bratislava                                                                 | Slovacchia                                                                 | 1 – 2                                                                      | Inghilterra                                                                | Qual. Euro 2004                                                            | -                                                                          |                                                                            |
| 16-10-2002                                                                 | Southampton                                                                | Inghilterra                                                                | 2 – 2                                                                      | Macedonia                                                                  | Qual. Euro 2004                                                            | -                                                                          |                                                                            |
| 31-3-2004                                                                  | Göteborg                                                                   | Svezia                                                                     | 1 – 0                                                                      | Inghilterra                                                                | Amichevole                                                                 | -                                                                          | 46’                                                                        |
| 7-2-2007                                                                   | Manchester                                                                 | Inghilterra                                                                | 0 – 1                                                                      | Spagna                                                                     | Amichevole                                                                 | -                                                                          | 64’                                                                        |
| 1-6-2008                                                                   | Port of Spain                                                              | Trinidad e Tobago                                                          | 0 – 3                                                                      | Inghilterra                                                                | Amichevole                                                                 | -                                                                          |                                                                            |
| 20-8-2008                                                                  | Londra                                                                     | Inghilterra                                                                | 2 – 2                                                                      | Rep. Ceca                                                                  | Amichevole                                                                 | -                                                                          | 58’                                                                        |
| Totale                                                                     |                                                                            | Presenze                                                                   | 8                                                                          |                                                                            | Reti                                                                       | 0                                                                          |                                                                            |

### Statistiche da allenatore
Statistiche aggiornate al 30 giugno 2021.
| Stagione        | Squadra         | Campionato      | Campionato | Campionato | Campionato | Campionato | Coppe nazionali | Coppe nazionali | Coppe nazionali | Coppe nazionali | Coppe nazionali | Coppe continentali | Coppe continentali | Coppe continentali | Coppe continentali | Coppe continentali | Altre coppe | Altre coppe | Altre coppe | Altre coppe | Altre coppe | Totale | Totale | Totale | Totale | % Vittorie | Piazzamento |
| Stagione        | Squadra         | Comp            | G          | V          | N          | P          | Comp            | G               | V               | N               | P               | Comp               | G                  | V                  | N                  | P                  | Comp        | G           | V           | N           | P           | G      | V      | N      | P      | %          | Piazzamento |
| --------------- | --------------- | --------------- | ---------- | ---------- | ---------- | ---------- | --------------- | --------------- | --------------- | --------------- | --------------- | ------------------ | ------------------ | ------------------ | ------------------ | ------------------ | ----------- | ----------- | ----------- | ----------- | ----------- | ------ | ------ | ------ | ------ | ---------- | ----------- |
| 2019-giu. 2020  | Middlesbrough   | FLC             | 38         | 9          | 14         | 15         | FACup+CdL       | 2+1             | 0+0             | 1+0             | 1+1             | -                  | -                  | -                  | -                  | -                  | -           | -           | -           | -           | -           | 41     | 9      | 15     | 17     | 21,95      | Eson.       |
| feb.-giu. 2021  | Bournemouth     | FLC             | 19+2       | 11+1       | 2+0        | 6+1        | FACup+CdL       | 2+0             | 1+0             | 0+0             | 1+0             | -                  | -                  | -                  | -                  | -                  | -           | -           | -           | -           | -           | 23     | 13     | 2      | 8      | 56,52      | Sub., 6º    |
| Totale carriera | Totale carriera | Totale carriera | 59         | 21         | 16         | 22         |                 | 5               | 1               | 1               | 3               |                    | -                  | -                  | -                  | -                  |             | -           | -           | -           | -           | 64     | 22     | 17     | 25     | 34,38      |             |

## Palmarès

### Club

#### Competizioni nazionali
- Coppa di Lega inglese: 1

Tottenham: 2007-2008

#### Competizioni giovanili
- FA Youth Cup: 1

Leeds United: 1996-1997